# Philipp Peter Roos

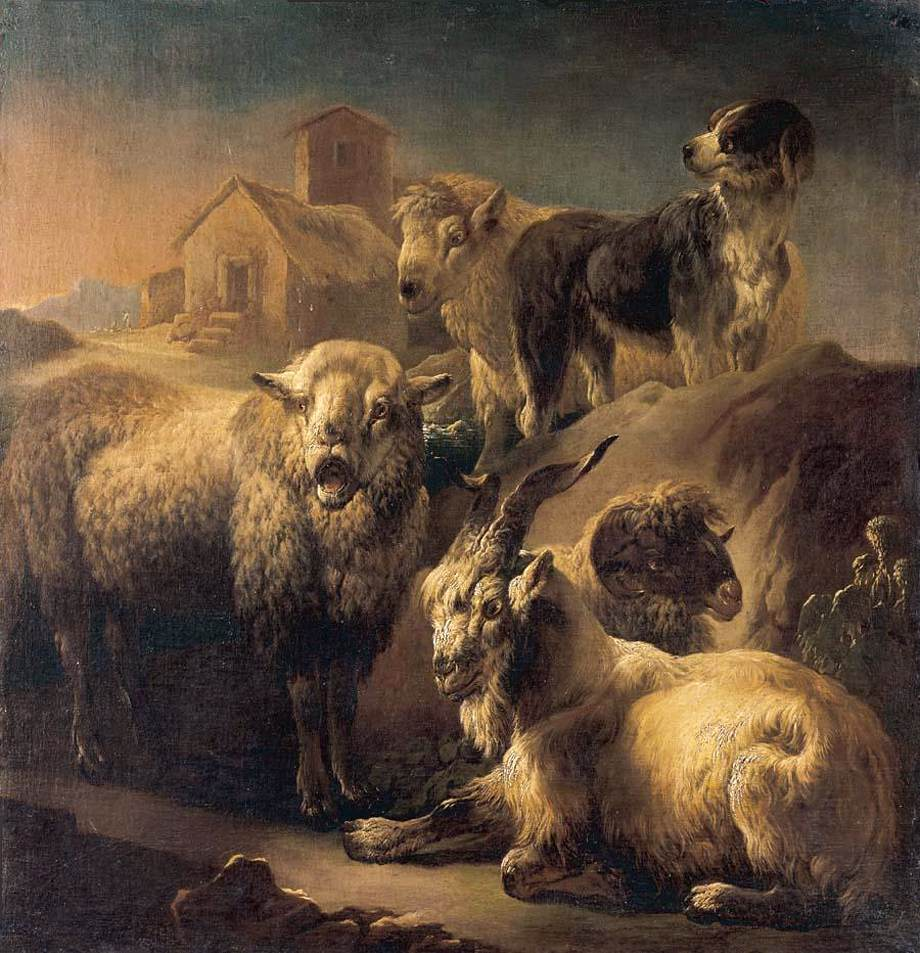
Odpoczywające koza, owca i pies na tle krajobrazu, prywatna kolekcja

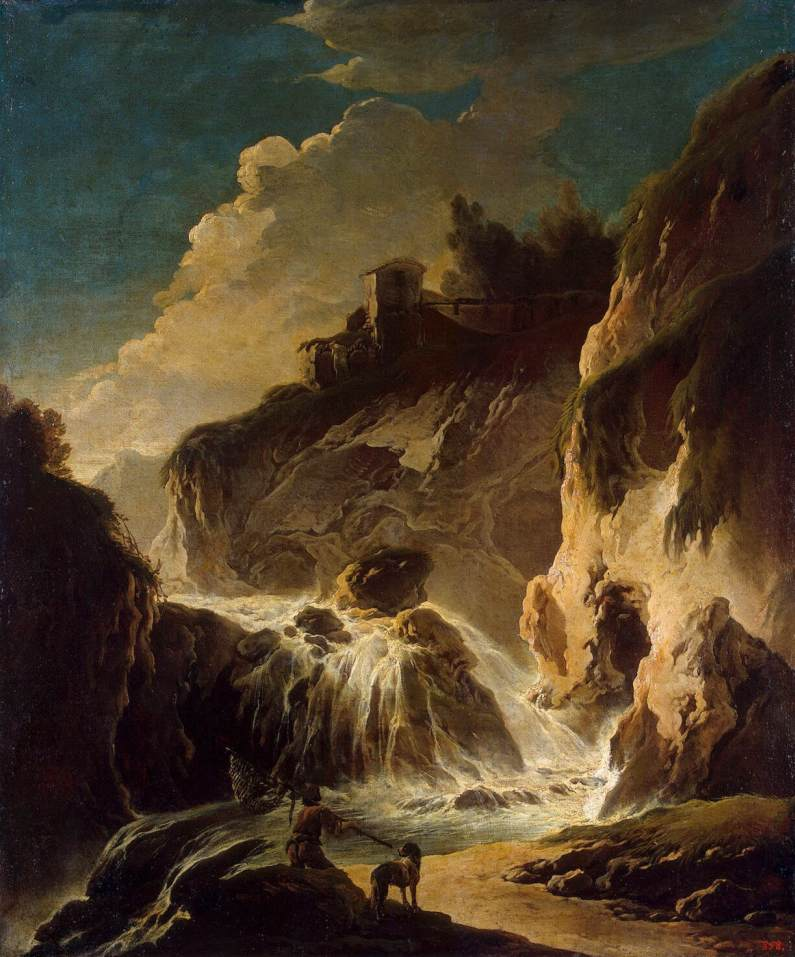
Pejzaż z wodospadem, Ermitaż

Philipp Peter Roos zw. Rosa di Tivoli (ur. 30 sierpnia 1657 w Sankt Goar, zm. 17 stycznia 1706 w Rzymie) – niemiecki malarz pejzażysta, syn Johanna Heinricha Roosa, brat Johanna Melchiora i ojciec Cajetana.
Jego nauczycielem był ojciec, malarz portretów i scen pastoralnych Johann Heinrich Roos. W 1677 Philipp wyjechał do Włoch na stypendium ufundowane mu przez ladgrafa Hesji i podjął naukę u włoskiego malarza i dekoratora Giacinto Brandiego. Po przejściu na katolicyzm i ślubie z córką swojego mistrza Marią Isabellą, zdecydował się na pozostanie w Italii i zamieszkał w Tivoli pod Rzymem.
Philipp Peter Roos malował podobnie jak ojciec włoskie pejzaże z wyeksponowanymi zwierzętami, było to najczęściej bydło, owce i kozy. Na potrzeby swojej działalności malarz utrzymywał w swojej siedzibie w Tipoli tak wielką menażerię zwierząt, że jego dom nazwano Arką Noego. Artysta działał też w Schildersbent, stowarzyszeniu artystycznym malarzy holenderskich i flamandzkich mieszkających w Rzymie. Tam ze względu na szybkie tempo malowania zyskał przydomek Mercurius, inny przydomek Rosa di Tivoli wiązał się z miejscem jego zamieszkania.
Roosa malował w charakterystyczny sposób stosując śmiałe i szeroko pociągnięcia pędzla i głębokie kontrasty pomiędzy światłem i cieniem. Jego prace odznaczają się brązowo-żółtą kolorystyką i dzikim, posępnym pejzażem w tle. Ten sposób malowania znalazł wielu naśladowców, przez co atrybucja jego prac jest utrudniona.
W zbiorach Muzeum Narodowego w Warszawie znajdują się trzy obrazy malarza: Barany na tle ruin, Pasterz ze stadem i Krajobraz z bydłem a w Muzeum Narodowym we Wrocławiu obraz Owca i baran. Ponadto w Muzeum Narodowym "Łazienki Królewskie" możemy podziwiać obraz z 2.poł XVIII w. zatytułowany "Owce i kozy". Można go znaleźć w Pałacu Myślewickim na piętrze.